# Constantino III (imperador romano)
Flávio Cláudio Constantino, conhecido como Constantino III, foi um general romano que se auto-declarou imperador romano do ocidente na Britânia em 407 e se estabeleceu na Gália.
Reconhecido pelo imperador Honório em 409, Constantino foi forçado a abdicar em 411 depois de perder apoio político e militar. Ele foi capturado e executado logo depois.

## Contexto

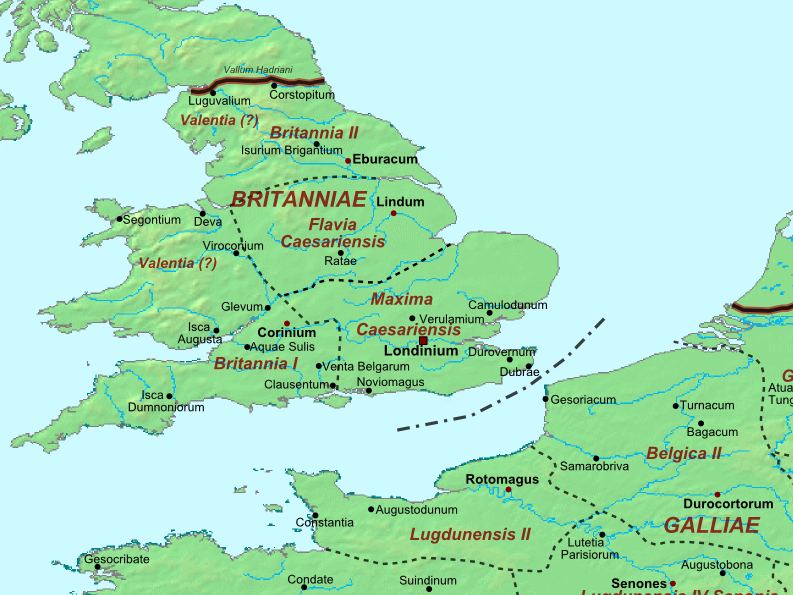
Províncias da Diocese da Britânia c. 400

Em 31 de dezembro de 406, diversas tribos bárbaras, incluindo vândalos, burgúndios, alanos e suevos, cruzaram o Reno, provavelmente em Mogoncíaco (moderna Mogúncia, na Alemanha), ultrapassando as linhas defensivas romanas e invadiram com sucesso o Império Romano do Ocidente, um golpe do qual ele jamais se recuperou. As autoridades romanas não conseguiram expulsar e nem destruir os invasores, cuja grande maioria acabaria se assentando na Hispânia e no norte da África. Os romanos também não foram capazes de conter a marcha dos francos, burgúndios e visigodos pela Gália.
Além disso, um outro fator que ajudou muito o sucesso da invasão foi a desunião dos próprios romanos. Um império unido que contasse com o apoio de uma leal população local, disposta a fazer os sacrifícios que fossem necessários para barrar o avanço dos invasores, já havia antes ajudado a manter as fronteiras do império íntegras.
Na época desta invasão, as províncias da Britânia romana estavam em revolta e apresentavam e depunham sucessivos usurpadores candidatos ao trono, uma sucessão que levou à ascensão de Constantino no início de 407. Temendo uma invasão germânica e desesperados por manter a segurança num cenário de esfacelamento das instituições romanas, os militares da Britânia escolheram como líder uma pessoa com o mesmo nome do imperador do início do século IV, Constantino, o Grande, que também havia conquistado o trono depois de um golpe de estado na Britânia. Um soldado comum, mas com alguma habilidade, Constantino foi rápido. Ele cruzou o Canal da Mancha e desembarcou em Bonônia (Bolonha-sobre-o-Mar) e, presume-se, levou consigo todas as tropas que ainda restavam na Britânia (grande parte já havia partido com Magno Máximo anos antes), deixando a província sem uma primeira linha de defesa militar num movimento que explica o desaparecimento dos romanos da região no início do século V.
Os dois generais de Constantino, Justiniano e o franco Nebiogastes, que liderava a vanguarda, foram derrotados por Saro, o Godo, tenente de Estilicão: primeiro Nebiogastes foi encurralado e morto nos arredores de Valência Júlia (moderna Valence, na França). Porém, Constantino enviou outro exército, desta vez liderado por Edóbico e Gerôncio, Saro foi forçado a recuar para a Itália, mas não sem antes ser obrigado a pagar a passagem pelos passos dos Alpes dos bandoleiros bagaudas, que os controlavam. Constantino então recuperou o controle da fronteira do Reno e guarneceu os passos que ligavam a Gália à Itália. Em maio de 408, ele fez de Arelate (moderna Arles, na França) sua capital e ali nomeou Apolinário, o avô de Sidônio Apolinário, prefeito urbano.

### Reconhecimento como imperador

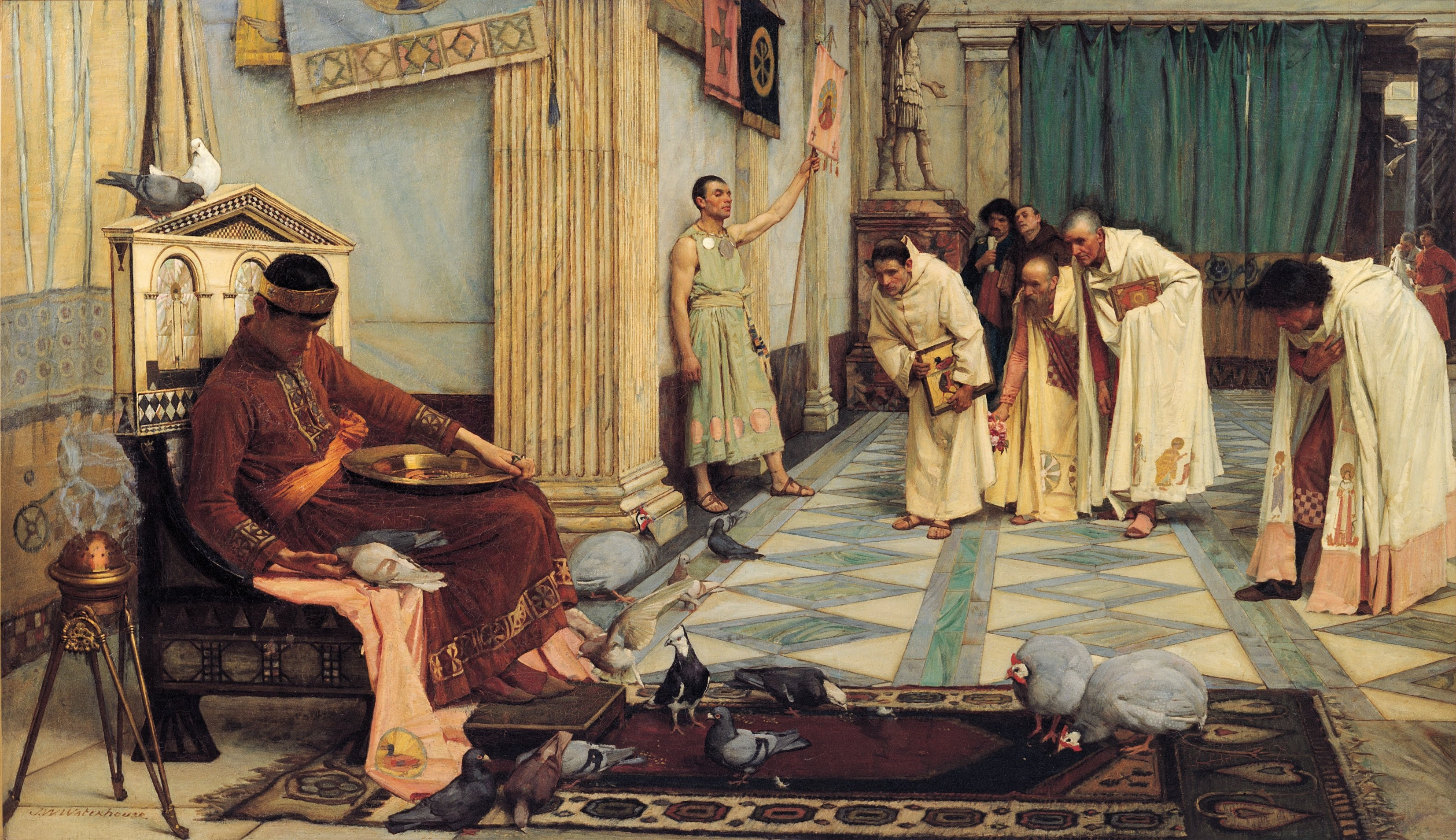
As favoritas de Honório — pintura que sugere a incompetência do imperador Honório, que preferia alimentar os pombos a dar atenção à sua corte.
Por John William Waterhouse, 1883.

No verão de 408, já com as forças imperiais na Itália prontas para o contra-ataque, Constantino mudou de estratégia. Temendo que os muitos primos do imperador Honório que viviam na Hispânia (um reduto da Casa de Teodósio) e ainda leais ao legítimo — embora pouco efetivo — imperador, o atacassem ao mesmo tempo que Saro e Estilicão num movimento de pinça, ele atacou primeiro justamente na Hispânia. Ele convocou seu filho mais velho, Constante do mosteiro onde ele vivia, elevou-o a césar e enviou-o com o general Gerôncio para a Hispânia. Os primos de Teodósio foram derrotados sem muita dificuldade e dois deles, Dídimo e Teodosíolo, foram capturados enquanto que outros, Lagódio e Vereniano, escaparam para Constantinopla.
Constante deixou a esposa e família em César Augusta (moderna Saragoça, na Espanha) aos cuidados de Gerôncio e voltou para Arelate. Enquanto isso, o exército romano legalista se amotinou em Ticino (Pavia) em 13 de agosto e Estilicão acabou morto nove dias depois. Também por causa da confusão que se instalou, uma intriga na corte imperial fez com que Saro abandonasse o exército imperial com seus homens, o que deixou Honório em Ravena sem tropas para comandar e sem condições de deter Alarico, o general godo que estava destruindo a Etrúria. Assim, quando os emissários de Constantino chegaram em Ravena dispostos a conversar, o medroso Honório rapidamente reconheceu o rival como coimperador e os dois foram eleitos cônsules em 409.

### Invasão da Itália
Este foi o ponto alto da carreira de Constantino. Mas, já em setembro as suas defesas no Reno foram sobrepujadas e tribos bárbaras passaram os dois anos e oito meses seguintes queimando e saqueando enquanto atravessavam a Gália. Ao chegarem nos Pireneus, os invasores conseguiram vencer as guarnições de Constantino que guardavam os passos e entraram na Hispânia. Enquanto Constantino se preparava para enviar Constante de volta para lidar com a crise, o imperador soube que Gerôncio havia se rebelado, elevando um de seus homens e seu parente, Máximo, como coimperador. Depois de tantos esforços, o temido ataque vindo da Hispânia de fato acabou ocorrendo no ano seguinte, quando Gerôncio invadiu seus domínios à frente de seus homens e de aliados bárbaros.
Na mesma época, piratas saxões começaram a atacar a Britânia, que Constantino havia deixado praticamente indefesa. Os habitantes da Britânia e da Armórica, furiosos com a negligência de Constantino em seu afã de conquistar o império, se revoltaram contra a autoridade do novo imperador e expulsaram todos os seus oficiais.
A resposta de Constantino para o cerco de inimigos que se fechava à sua volta foi uma aposta desesperada: marchou para a Itália à frente das forças que ainda comandava encorajado pelas promessas de Alóbico, que queria substituir Honório por um monarca mais capaz. Porém, a invasão terminou em derrota, com Alóbico perdendo a vida e Constantino sendo forçado a recuar para a Gália no final da primavera de 410.
A situação de Constantino tornava-se cada vez mais desesperada, principalmente depois de uma nova derrota para Gerôncio em Viena (moderna Vienne, na França) em 411 na qual Constante foi capturado e executado. O prefeito pretoriano de Constantino, Décimo Rústico, que havia substituído Apolinário anos antes, desertou e se envolveu na revolta de Jovino na Renânia. Gerôncio finalmente conseguiu encurralar Constantino em Arelate e iniciou o cerco à sua capital.

### Rendição e morte

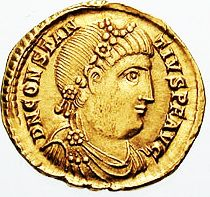
, o algoz de Constantino III e futuro imperador romano

Na mesma época, um novo general apareceu para apoiar Honório. O futuro Constâncio III marchou para Arelate e conseguiu expulsar Gerôncio, tomando controle do cerco a Constantino. Constantino conseguiu resistir e esperava pelo retorno de Edóbico, que estava arregimentando mais tropas no norte da Gália entre as tribos francas, mas ele também acabou derrotado através de uma artimanha.
As poucas esperanças de Constantino se esgotaram quando suas últimas tropas, as guarnições da fronteira do Reno, o abandonaram para apoiar Jovino e ele acabou sendo forçado a se render. Apesar da promessa de salvo-conduto e de ter recebido cargos eclesiásticos, Constâncio aprisionou o soldado-imperador derrotado e mandou decapitá-lo no caminho de Ravena em agosto ou setembro de 411, onde sua cabeça chegou em 18 de setembro.
Embora Gerôncio tenha cometido suicídio na Hispânia e Ataulfo, o Visigodo, tenha sufocado a revolta de Jovino, o domínio romano na Britânia jamais foi recuperado depois do golpe de Constantino III: como explicou o historiador Procópio de Cesareia explicou, "...daquela época em diante, ela [a Britânia] permaneceu sob os tiranos".

### Lenda
Constantino III é conhecido também como Constantino II da Britânia e é lembrado como um dos rei dos britânicos nas crônicas galesas e na
Historia Regum Britanniae, a popular e lendária obra de Godofredo de Monmouth, segundo a qual ele teria ascendido ao trono depois de Graciano Municeps, que havia sido assassinado. Na realidade, é provável que Godofredo tenha fundido o Constantino III histórico com um rei da Cornualha de mesmo nome, mas sem relação alguma com ele, Custennin Gorneu (o nome galês Custennin é derivado do latino Constantinus), um nome que ele facilmente teria encontrado nas diversas genealogias arturianas disponíveis na época (parecidas com as que se encontram em Bonedd yr Arwyr #30a e Mostyn MS 117 #5), o que provocou uma grande polêmica entre os estudiosos modernos. Mas, além do nome, o Constantino fictício de Godofredo em nada lembra o histórico.